# Уайтинг, Маргарет
Маргарет Элинор Уайтинг (англ. Margaret Eleanor Whiting; 22 июля 1924, Детройт, Мичиган — 10 января 2011[…], Дом актёров Лилиан Бут, Нью-Джерси) — американская певица, работавшая в жанрах популярной, джазовой и кантри-музыки.

## Биография
Уайтинг родилась в Детройте, но её семья переехала в Лос-Анджелес в 1929 году, когда ей было пять лет. Её отец, Ричард А. Уайтинг, был композитором популярных песен, в том числе классики «Hooray for Hollywood», «Ain’t We Got Fun?» и «On the Good Ship Lollipop». Маргарет была старшей сестрой актрисы Барбары Уайтинг. Её тётя Маргарет Янг была популярной певицей в 1920-е годы.
Певческие способности Уайтинг были замечены уже в раннем возрасте, и в семь лет она пела под аккомпанемент Джонни Мерсера, с которым её отец сотрудничал в некоторых популярных песнях, в том числе «Too Marvelous for Words». В 1942 году Мерсер стал соучредителем Capitol Records и подписал с Маргарет один из первых контрактов в истории лейбла.
В 1942-45 годах она записала ряд успешных песен в составе различных оркестров, таких как «That Old Black Magic» (1942), «Moonlight in Vermont» (1943; запись получила золотую сертификацию от RIAA) и «It Might as Well Be Spring» (1945). С 1945 года она записывала пластинки под собственным именем, включая такие как хиты «All Through the Day» (1945), «In Love in Vain» (1945), «Guilty» (1946) и «A Tree in the Meadow», который стал хитом номер один в Соединенных Штатах в 1948 году.
До середины 1950-х годов Уайтинг продолжала записывать для Capitol, но после угасания интереса к её музыке в 1957 году она переходит на Dot Records, а в 1960 году — на Verve Records. Уайтинг вновь вернулась на Capitol в начале 1960-х годов, а затем подписал контракт с London Records в 1966 году. На этом лейбле артистка получила последний крупный хит-сингл «The Wheel of Hurt», который занял 1-е место в чарте Easy Listening в 1966 году. В том же году певица записала песню «It Hurts To Say Goodbye», французская версия которой в следующем году стала популярной в исполнении Франсуазы Арди. Её последние сольные альбомы были выпущены на лейблах Audiophile (1980, 1982, 1985) и DRG Records (1991).
Она также неоднократно появлялась на телеэкране в различных варьете, ток-шоу и телесериалах в 1960-80-хх годах. В 1990-е годы практически прекращает свою творческую деятельность. В 2000-е годы она появляется в нескольких документальных фильмах, рассказывая о своих современниках.
Маргарет Уайтинг скончалась 10 января 2011 года в возрасте 86 лет от естественных причин в «Доме актеров Лилиан Бут» в Энглвуде, Нью-Джерси.

## Личная жизнь
Уайтинг была замужем четыре раза:
- Хаббелл Робинсон-младший — писатель и продюсер[4]
- Лу Буш — рэгтайм-пианист, известный как «Джо Фингерс Карр» (в 1950 году родилась дочь Дебора)[7]
- Джон Ричард Мур — основатель Panavision[8]
- Джек Вранглер (Джон Стиллман) — порноактёр (женился, когда Уайтинг было 70 лет, а ему 48)[9]

## Дискография
- Margaret Whiting Sings Rodgers and Hart (1950)
- Love Songs by Margaret Whiting (1954)
- Margaret Whiting Sings for the Starry-Eyed (1956)
- Goin' Places (1957)
- Margaret (1958)
- Margaret Whiting’s Great Hits (1959)
- Just a Dream (1960)
- Margaret Whiting Sings the Jerome Kern Song Book (1960)
- Broadway Right Now (1960; совместно с Мелом Торме)
- Past Midnight (1961)
- The Wheel of Hurt (1967)
- Maggie Isn’t Margaret Anymore (1969)
- Come a Little Closer (1982)
- The Lady’s in Love with You (1985)
- Then and Now (1991)